# Cantone di Collinée
Il Cantone di Collinée era una divisione amministrativa dell'Arrondissement di Dinan con capoluogo Collinée.
A seguito della riforma approvata con decreto del 13 febbraio 2014, che ha avuto attuazione dopo le elezioni dipartimentali del 2015, è stato soppresso.

## Composizione
Comprendeva 6 comuni:
- Collinée
- Le Gouray
- Langourla
- Saint-Gilles-du-Mené
- Saint-Gouéno
- Saint-Jacut-du-Mené